# Teodor Popescu (delegat)
Teodor Popescu (n. 7 aprilie 1879, București, România – d. 2 aprilie 1954, Făgăraș, RPR) a fost un deputat în Marea Adunare Națională de la Alba Iulia, organismul legislativ reprezentativ al „tuturor românilor din Transilvania, Banat și Țara Ungurească”, cel care a adoptat hotărârea privind Unirea Transilvaniei cu România, la 1 decembrie 1918.

## Biografie
Teodor Popescu a fost funcționar. A absolvit Facultatea de Chimie de la București. A decedat la 2 aprilie 1954, în penitenciarul din Făgăraș.